# Dumelow's Seedling
Dumelow's Seedling es el nombre de la variedad cultivar de manzano (Malus domestica).
Es una variedad de manzana híbrido procedente del cruce como Parental-Madre 'Northern Greening' polinizado por variedad 'Desconocida'. Criado por el Sr. Dumelow (o Dumeller) en Shackerstone, Leicestershire. El árbol original estaba creciendo en 1800. Se exhibió como 'Dumelow’s Crab' en 1818, y se le cambió el nombre a 'Wellington' en 1819 o 1820. Las frutas tienen una pulpa muy firme, crujiente y jugosa que es extremadamente ácida. Cocina bien.

## Sinónimos
- "Duke of Wellington",
- "Dumbelow’s Seedling",
- "Dumeller’s Crab",
- "Dumeller’s Seedling",
- "Dumelow’s Crab",
- "Dummellor’s Seedling",
- "May Day Apple",
- "Normanton Wonder",
- "Sutton Beauty",
- "Sutton",
- "Wellington",
- "Wellington’s Reinette",
- "Winter Hawthornden".

## Historia
'Dumelow's Seedling' es una variedad de manzana híbrido procedente del cruce como Parental-Madre 'Northern Greening' polinizado por variedad Parental-Padre 'Desconocida'. Este fue un árbol de semillero criado por Richard Dumeller de Shackerstone, Leicestershire Inglaterra (Reino Unido), a fines del siglo XVIII y fue ampliamente adoptado por los agricultores en el campo circundante. Posteriormente, Richard Williams recibió una muestra y la variedad le interesó hasta el punto de que la puso a la venta en su vivero "Turnham Green Nursery" en 1819 con el nombre de 'Wellington Apple'. Presentó la variedad a la "London Horticultural Society" en 1820. Aún conocida por algunos como la manzana Wellington, su popularidad duró casi un siglo en el Reino Unido y todavía se cultiva en muchos jardines.
'Dumelow's Seedling' se cultiva en la National Fruit Collection con el número de accesión: 2000-033 y Accession name: Dumelow's Seedling.

## Características
'Dumelow's Seedling' tiene un tiempo de floración que comienza a partir del 9 de mayo con el 10% de floración, para el 15 de mayo tiene una floración completa (80%), y para el 23 de mayo tiene un 90% de caída de pétalos. Presenta vecería.
'Dumelow's Seedling' tiene una talla de fruto medio; forma redondos aplanados con lados angulares, altura 53.00 mm y anchura 67.00 mm; con nervaduras ausentes; epidermis brillante y dura, con color de fondo verde pálido, más amarillo cuando está completamente maduro, importancia del sobre color bajo, con color del sobre color naranja, con sobre color patrón color mancha naranja pálido y rayas rotas, especialmente en el lado expuesto al sol, muy puntuado con grandes lenticelas rojizas, "russeting" (pardeamiento áspero superficial que presentan algunas variedades) muy bajo; cáliz de tamaño grande y abierto, ubicado en una cuenca algo poco profunda y estrecha; pedúnculo es corto y de grosor medio, incrustado profundamente en una cavidad estrecha en forma de embudo que suele ser de color rojizo; carne de color  amarillenta, firme, crujiente, muy jugosa y muy ácida. Sabor algo aromático.
Su tiempo de recogida de cosecha se inicia a principios de octubre. Se conserva bien durante cinco meses en cámara frigorífica.

## Progenie
'Dumelow's Seedling' es el Parental-Madre de la variedades cultivares de manzana:
- Hounslow Wonder
- Cottenham Seedling
- Baron Ward
- Newton Wonder

'Dumelow's Seedling' es el Parental-Padre de la variedades cultivares de manzana:
- Belvoir Seedling
- Monarch
- Lane's Prince Albert

## Usos
Hace una muy buena salsa de manzana ácida, de color ligeramente cremoso y con buen sabor. Variedad demasiado agria para comer en fresco.

## Ploidismo
Diploide, auto estéril. Grupo de polinización: D, Día 15.